# Anne L’Huillier

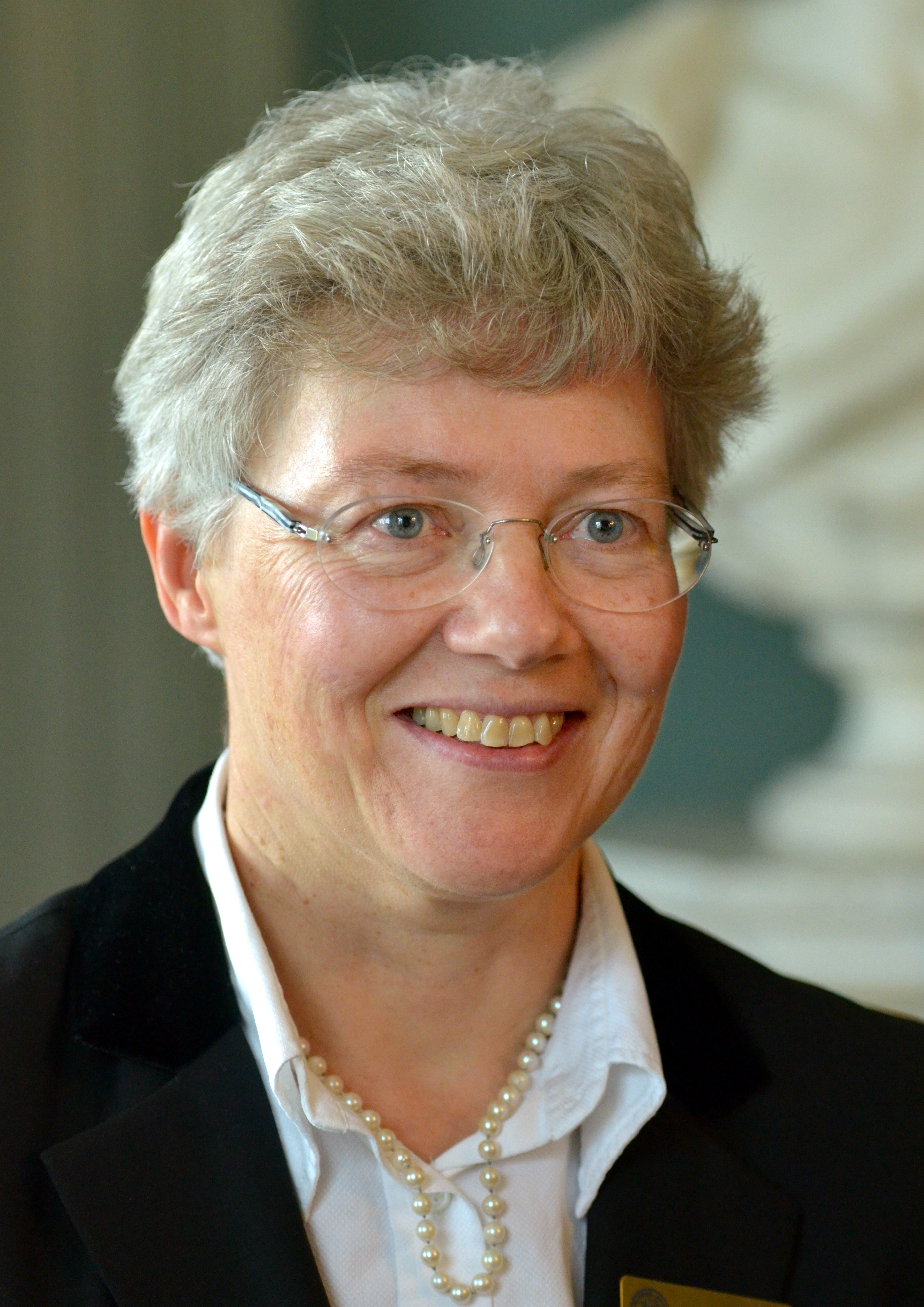
Anne L’Huillier (2012)

Anne Geneviève L’Huillier Wahlström (* 16. August 1958 in Paris) ist eine französisch-schwedische Physikerin und Professorin für Atomphysik an der schwedischen Universität Lund. 2023 erhielt sie gemeinsam mit Pierre Agostini und Ferenc Krausz den Nobelpreis für Physik.

## Leben und wissenschaftliche Arbeit
L’Huillier verfolgte zunächst eine Ausbildung in theoretischer Physik, wechselte aber für ihre Promotion am französischen Kernforschungszentrum des CEA in Saclay in die experimentelle Atomphysik. Ihre Dissertation schrieb sie über Vielfach-Ionisation in Laserfeldern hoher Intensität. Als Post-Doktorandin war L’Huillier in Göteborg und Los Angeles. Ab 1986 war sie am Forschungszentrum in Saclay fest angestellt.
1987 arbeitete L’Huillier an einem Experiment mit, das die Erzeugung (ungerader) Harmonischer hoher Ordnung (High Harmonic Generation, HHG) bei Bestrahlung von Edelgasen mit im Pulsbetrieb im Pikosekundenbereich betriebenen Nd:YAG-Lasers zeigte. Dabei werden n Photonen vom Atom absorbiert und ein einzelnes Photon der Energie {\displaystyle n\hbar \omega } emittiert (n-te Harmonische). HHG-Erzeugung in Gasen gelang McPherson und Kollegen 1987, und wenig später zeigte L’Huillier mit Kollegen nach anfänglich starkem Abfall die Ausbildung eines Plateaus in der Intensität der höheren Harmonischen ab etwa der fünften. Sie befasste sich auch weiter mit HHG (zum Beispiel Kohärenzeigenschaften, Phasenanpassung) und arbeitet sowohl experimentell als auch theoretisch. In den 1990er Jahren wandte sie höhere Harmonische auf die Erzeugung von Attosekunden-Pulsen an.
1992 arbeitete sie an einem Experiment in Lund mit, wo damals einer der ersten Titan:Saphir-Laser für Femtosekundenpulse in Europa installiert war. 1994 zog sie ganz nach Schweden, wurde 1995 Dozentin und 1997 Professorin in Lund. Sie leitet dort die Gruppe für Attosekunden-Physik.

## Privates
L’Huillier ist mit dem schwedischen Physiker Claes-Göran Wahlström verheiratet, mit dem sie in Lund viele Jahre gemeinsam geforscht hat. Das Paar hat zwei Söhne.

## Ehrungen und Auszeichnungen
- 2003: Julius-Springer-Preis für angewandte Physik
- 2011: UNESCO-L’Oréal-Preis
- 2013: Carl-Zeiss-Forschungspreis
- 2013: Blaise-Pascal-Medaille
- 2015: Ehrendoktorat der Friedrich-Schiller-Universität Jena
- 2021: Max Born Award der Optical Society of America
- 2022: Wolf-Preis in Physik[7]
- 2022: BBVA Foundation Frontiers of Knowledge Awards
- 2023: Berthold Leibinger Zukunftspreis[8]
- 2023: Nobelpreis für Physik[9]
- 2024: Davisson-Germer-Preis
- 2024: Kommandeur des Nordsternordens[10]

## Mitgliedschaften
- 1997: Fellow der American Physical Society
- 2004: Schwedischen Akademie der Wissenschaften
- 2007–2015 Mitglied im Nobelkomitee für Physik[11]
- 2018: National Academy of Sciences
- 2021: korrespondierendes Mitglied der mathematisch-naturwissenschaftlichen Klasse der Österreichischen Akademie der Wissenschaften (ÖAW)[12]
- 2024: Mitglied der Academia Europaea

## Veröffentlichungen (Auswahl)
- M. Ferray, Anne L’Huillier, X F Li, L. A. Lompré, G. Mainfray, C. Manus: Multiple-harmonic conversion of 1064 nm radiation in rare gases. In: Journal of Physics B. Band 21, Nr. 3, 1988, S. L31–L35, doi:10.1088/0953-4075/21/3/001.
- Anne L’Huillier, Philippe Balcou, L. A. Lompré: Coherence and resonance effects in high-order harmonic generation. In: Physical Review Letters. Band 68, Nr. 2, 1992, S. 166–169, doi:10.1103/physrevlett.68.166, PMID 10045552.
- Philippe Balcou, Anne L’Huillier: Phase-matching effects in strong-field harmonic generation. In: Physical Review A. Band 47, Nr. 2, 1993, S. 1447–1459, doi:10.1103/physreva.47.1447, PMID 9909069.Philippe Balcou, Anne L’Huillier: Phase-matching effects in strong-field harmonic generation. In: Physical Review A. Band 47, Nr. 2, 1993, S. 1447–1459, doi:10.1103/physreva.47.1447, PMID 9909069.
- Anne L’Huillier, Philippe Balcou: High-order harmonic generation in rare gases with a 1-ps 1053-nm laser. In: Physical Review Letters. Band 70, Nr. 6, 1993, S. 774–777, doi:10.1103/physrevlett.70.774, PMID 10054200.